# 减肥茶
瘦身茶为各地配制用以消减肥胖的茶剂，其处方各不相同，大都加有适当的中药或中草药，瘦身茶有减少脂肪、降低胆固醇、祛除疲劳等作用。用法与普通茶相同。 
　　
瘦身茶大都有清热解毒的作用，过度饮用会引起营养失调和腹泻。
据广大减肥者的对各种瘦身茶的减肥效果总结，下面12种瘦身茶是减肥效果最明显，且无副作用的瘦身茶，分别是：乌龙茶、玫瑰花茶、薏仁茶、普洱茶、菊花茶、荷叶茶、决明子茶、山楂茶、大麦芽茶、柠檬茶、陈皮茶、酸溜根茶；